# Miguel Ángel Benítez Guayuan
Miguel Ángel Benítez Guayuan (Asunción, Paraguay; 13 de agosto de 1997) es un futbolista paraguayo. Juega de lateral izquierdo y su equipo actual es el Sportivo Ameliano de la Primera División de Paraguay.

## Trayectoria
Formado en las inferiores del Club Guaraní, Benítez debutó en el primer equipo en la temporada 2018.
Su temporada 2022 estuvo marcada por una lesión de rotura de ligamentos que lo dejó fuera gran parte del año.
En diciembre de 2023, Benítez firmó en el Club Cerro Porteño, de cara a la temporada 2024.

## Estadísticas
Actualizado al último partido disputado el 27 de enero de 2023
| Club                  | Div.          | Temporada     | Liga  | Liga  | Copas nacionales | Copas nacionales | Copas internacionales | Copas internacionales | Total | Total |
| Club                  | Div.          | Temporada     | Part. | Goles | Part.            | Goles            | Part.                 | Goles                 | Part. | Goles |
| --------------------- | ------------- | ------------- | ----- | ----- | ---------------- | ---------------- | --------------------- | --------------------- | ----- | ----- |
| Club Guaraní Paraguay | 1.ª           | 2018          | 21    | 0     | 0                | 0                | 4                     | 0                     | 25    | 0     |
| Club Guaraní Paraguay | 1.ª           | 2019          | 11    | 0     | 0                | 0                | 0                     | 0                     | 11    | 0     |
| Club Guaraní Paraguay | 1.ª           | 2020          | 21    | 0     | 0                | 0                | 5                     | 0                     | 26    | 0     |
| Club Guaraní Paraguay | 1.ª           | 2021          | 19    | 0     | 0                | 0                | 2                     | 0                     | 21    | 0     |
| Club Guaraní Paraguay | 1.ª           | 2022          | 2     | 0     | 0                | 0                | 0                     | 0                     | 2     | 0     |
| Club Guaraní Paraguay | 1.ª           | 2023          | 1     | 0     | 0                | 0                | 0                     | 0                     | 1     | 0     |
| Club Guaraní Paraguay | Total club    | Total club    | 75    | 0     | 0                | 0                | 11                    | 0                     | 86    | 0     |
| Total carrera         | Total carrera | Total carrera | 75    | 0     | 0                | 0                | 11                    | 0                     | 86    | 0     |

## Palmarés

### Títulos nacionales
| Título        | Club         | País     | Año  |
| ------------- | ------------ | -------- | ---- |
| Copa Paraguay | Club Guaraní | Paraguay | 2018 |